# Pseudischnocampa diluta
Pseudischnocampa diluta là một loài bướm đêm thuộc phân họ Arctiinae, họ Erebidae.